# Les Éduts
Les Éduts ist eine französische Gemeinde mit 58 Einwohnern (Stand: 1. Januar 2022) im Département Charente-Maritime in der Region Nouvelle-Aquitaine (vor 2016: Poitou-Charentes); sie gehört zum Arrondissement Saint-Jean-d’Angély und zum Kanton Matha. Die Einwohner werden Édutois und Édutoises genannt.

## Geographie
Les Éduts liegt etwa 64 Kilometer ostsüdöstlich von La Rochelle in der Saintonge. Umgeben wird Les Éduts von den Nachbargemeinden Vinax im Nordwesten und Norden, Saleignes im Norden und Nordosten, Romazières im Osten sowie Néré im Süden und Westen.

## Bevölkerungsentwicklung
| Jahr                       | 1962 | 1968 | 1975 | 1982 | 1990 | 1999 | 2006 | 2019 |
| Einwohner                  | 71   | 83   | 70   | 81   | 82   | 64   | 66   | 59   |
| Quellen: Cassini und INSEE |      |      |      |      |      |      |      |      |

## Sehenswürdigkeiten
- Kirche Saint-Révérend aus dem 12. Jahrhundert, seit 1973 als Monument historique eingeschrieben
(siehe auch: Liste der Monuments historiques in Les Éduts)

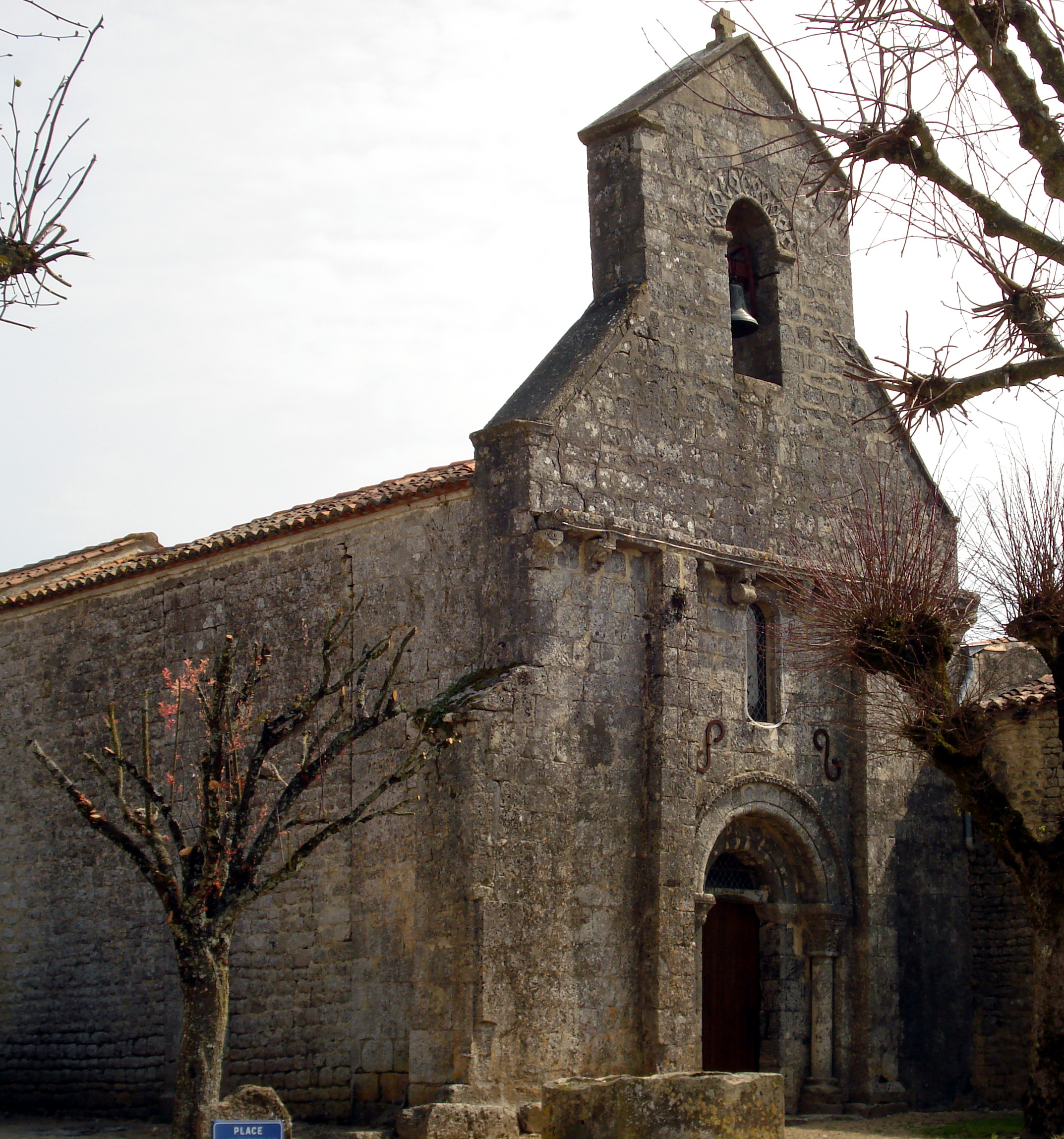
Kirche Saint-Révérend
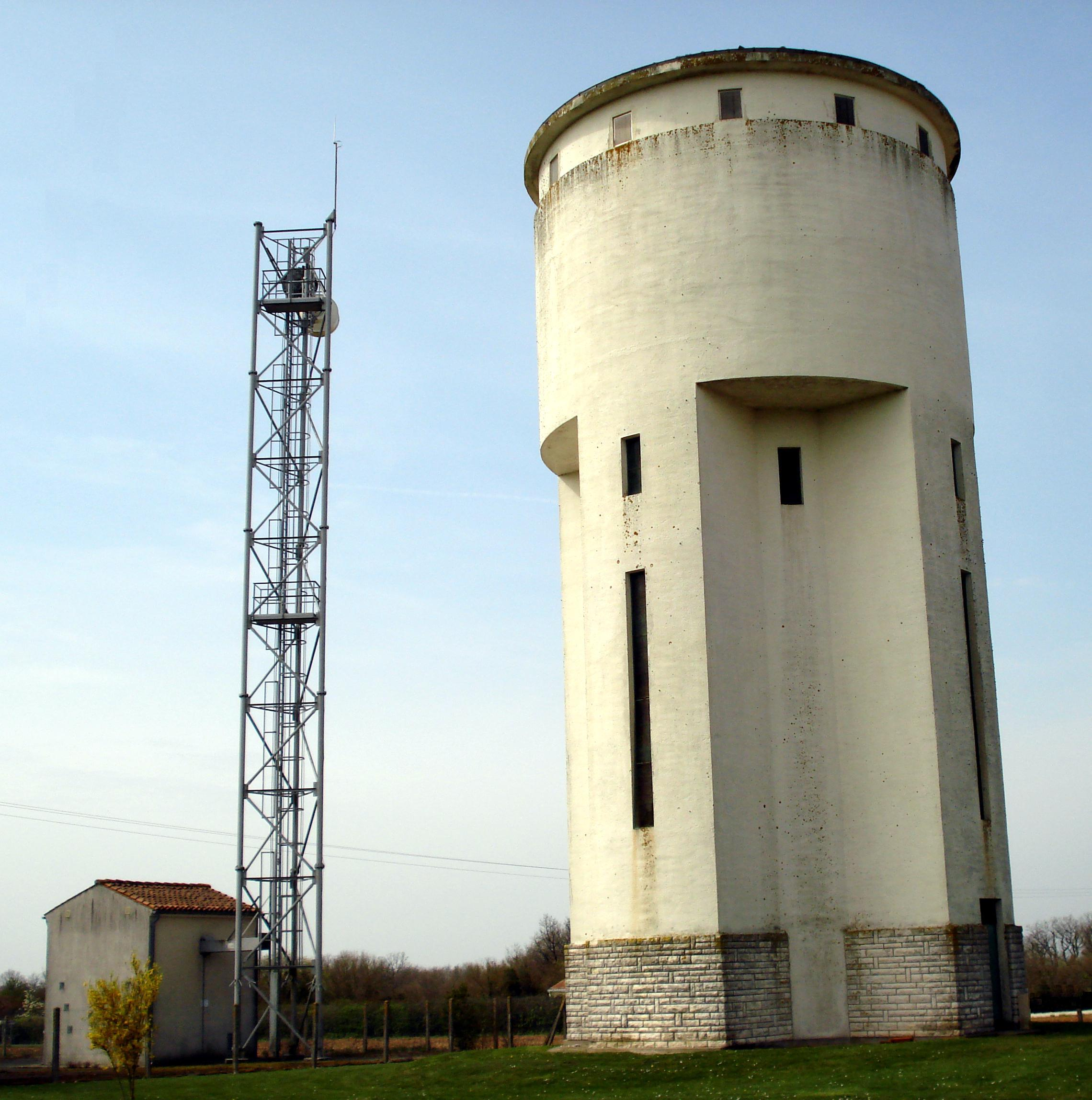
Wasserturm